# Aristide Maillol
Aristide Maillol (født 8. december 1861 i Banyuls-sur-Mer, død 27. september 1944 sammesteds) var en fransk maler og billedhugger af catalansk oprindelse.
Maillol blev født i Banyuls-sur-Mer (Pyrénées-Orientales), en lille by i Roussillon. Han gik på Lycée Saint Louis de Gonzague i Perpignan og fortsatte sin kunstneriske uddannelse i Paris på École nationale supérieure des Beaux-Arts, hvor han som lærer i malerkunst havde Alexandre Cabanel. Hans drømmende stil, som viste tilbage mod klassicismen, holdt sig helt frem til slutningen af 2. verdenskrig.
Selv om han er mindre kendt som maler og har indskrevet sig i annalerne på grund af sine bronzeskulpturer, som blev støbt af Eugène Rudier, begyndte han først på dem, da han var omkring de 40 år. Hans første arbejder var gobeliner, som han lavede i Banyuls-sur-Mer med inspiration fra samtidige som Pierre Puvis de Chavannes og Paul Gauguin.
Maillol døde i et biluheld i nærheden af Banyuls-sur-Mer i 1944.

## Værker
Dina Vierny (1919-2009), som var Maillols sidste model, og som blev reddet fra at blive deporteret under krigen takket være indgriben af Arno Breker og Maillol, har efter hans død arbejdet for at få udstillet hans værker gennem sin fond og Musée Maillol i Paris.
I det hus i Banyuls-sur-Mer, hvor Maillol havde atelier siden 1910, er der et museum til hans ære. I byen står hans Monuments aux morts pacifistes, som er et af hans største værker.
18 af hans typiske bronzeskulpturer af voluminøse kvinder er fra 1964 permanent udstillet i Jardin des Tuileries i Paris.
| - Maillol portrætteret af Rippl-Rónai - Ca. 1890 (József Rippl-Rónai) - 1899 |

| - Værker af Aristide Maillol - Kvinden med parasollen, 1890'erne La Femme à l'ombrelle - Abbed François Rous (1828-97) Abbe François Rous - Forstudie til "La Mediterranee", 1902. Boijmans, Rotterdam La méditerranée - Badende kvinde, 1903 Femme au bain (Baigneuse) Musée d'Orsay - Buste af Pierre-Auguste Renoir, 1907 Nationalmuseet i Warszawa - "Floden" i Jardin des Tuileries, Paris, 1938 La Rivière - L'Air, 1939 |

| - Krigsmindesmærket i Banyuls-sur-Mer i sten og bronze - Krigsmindesmærke i Banyuls-sur-Mer Monument aux morts de Banyuls-sur-Mer - Krigsmindesmærket i bronze på klipperne vest for byens havn |